# Ulrum
Ulrum (Gronings: Ollerom) is een dorp in de gemeente Het Hogeland in het noorden van de Nederlandse provincie Groningen. Het ligt aan de weg van Winsum naar Lauwersoog. Het dorp telde in 2023 volgens de gegevens van het CBS 1.330 inwoners. Tussen 2002 en 2005 lag dit aantal ongeveer 450 hoger door de tijdelijke aanwezigheid van een asielzoekerscentrum. Zo had het dorp op 1 januari 2002 1.920 inwoners.

## Geschiedenis

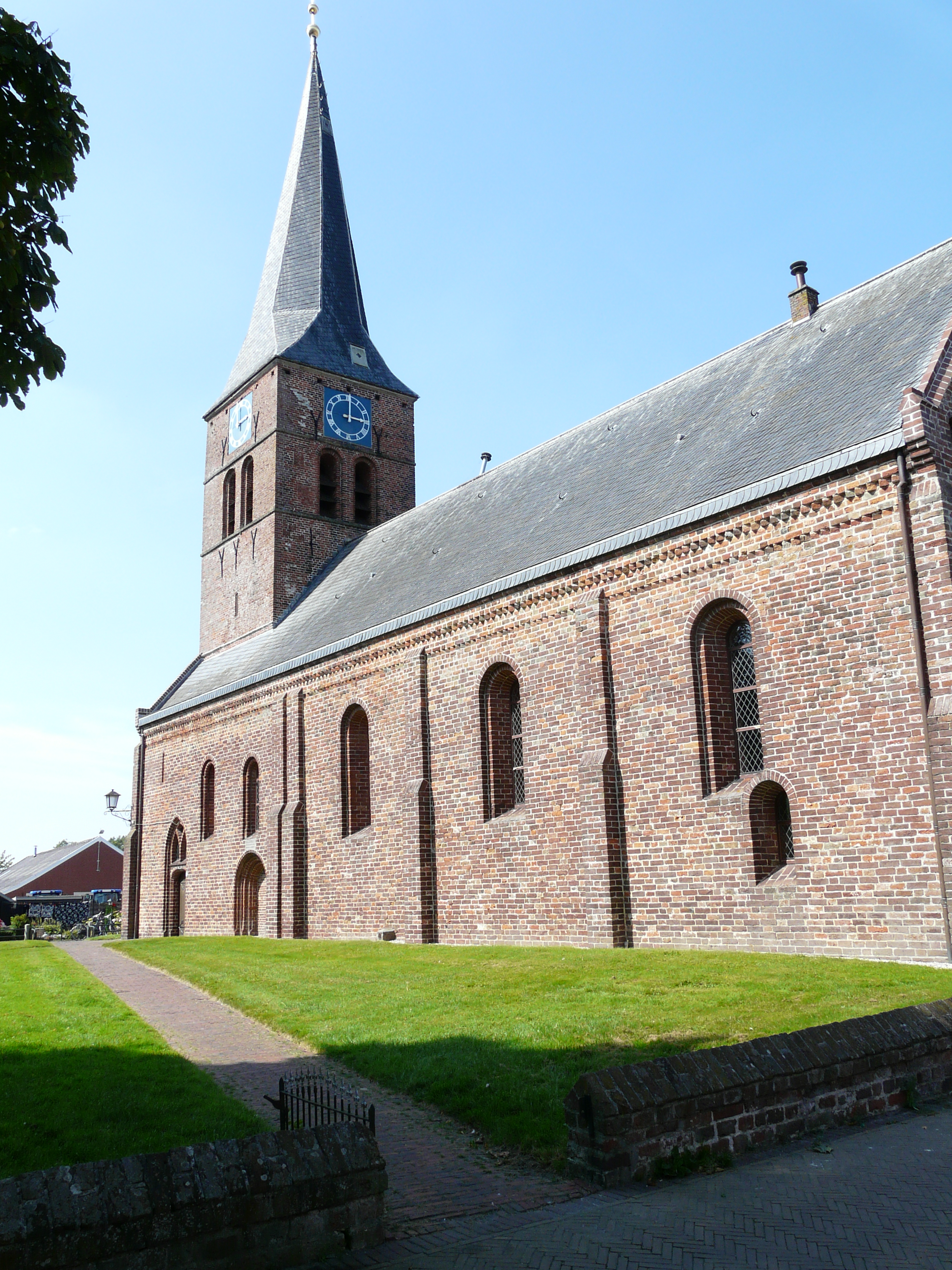
De middeleeuwse kerk van Ulrum in 2009

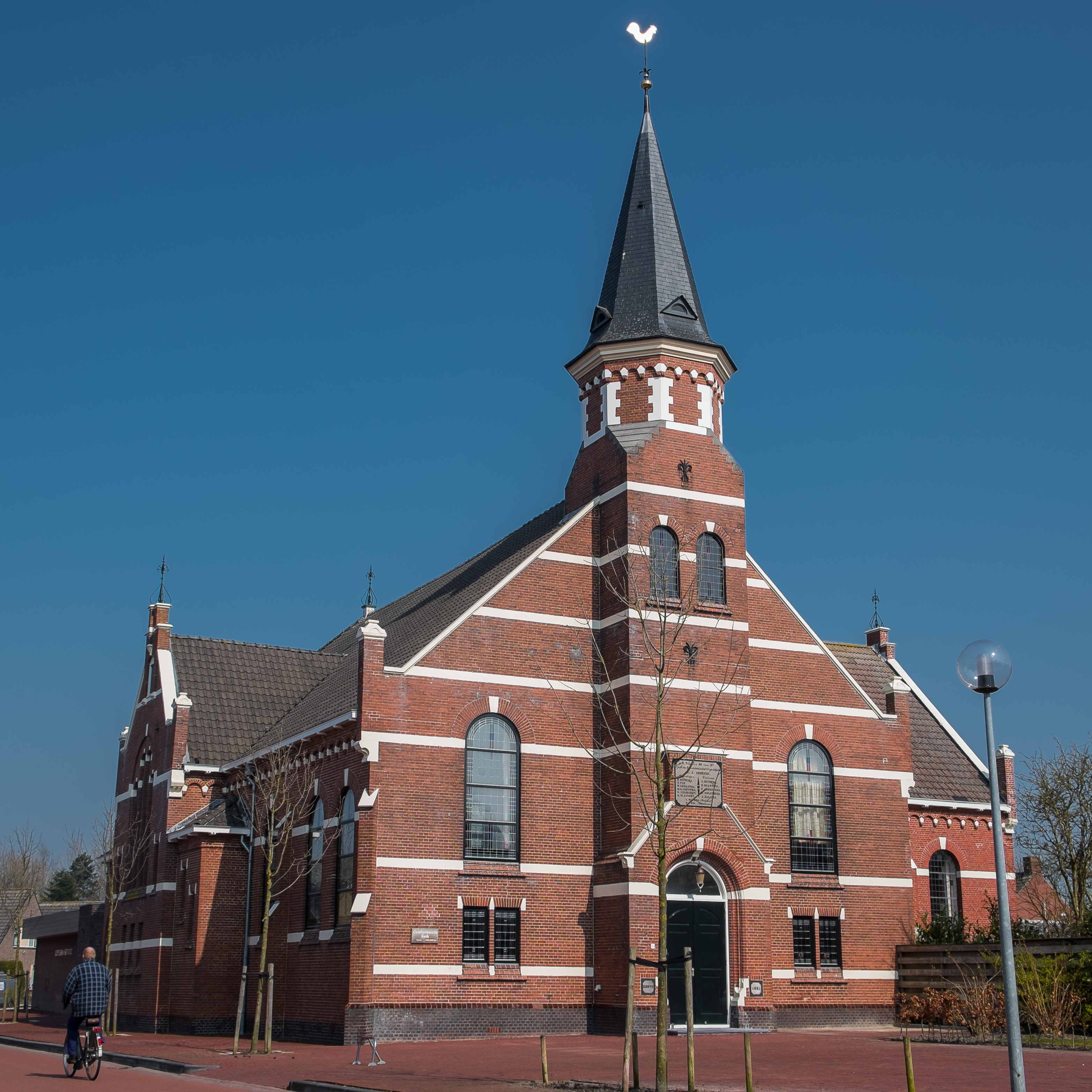
De Gereformeerde kerk van Ulrum in 2014

Ulrum ligt op twee wierden. Op de ene staat de romano-gotische kerk van Ulrum (eind twaalfde eeuw, deze is nadien enige malen vergroot) en bij de andere wierde lag de Asingaborg. Op het oorspronkelijke borgterrein werd in 1988 een park geopend. In 1901 werd de Gereformeerde kerk gebouwd.
Ulrum was vroeger een welvarend dorp met veel middenstanders en kleine bedrijven. Tegenwoordig is er nog slechts bedrijvigheid op het gebied van de landbouw, en dan hoofdzakelijk akkerbouw.

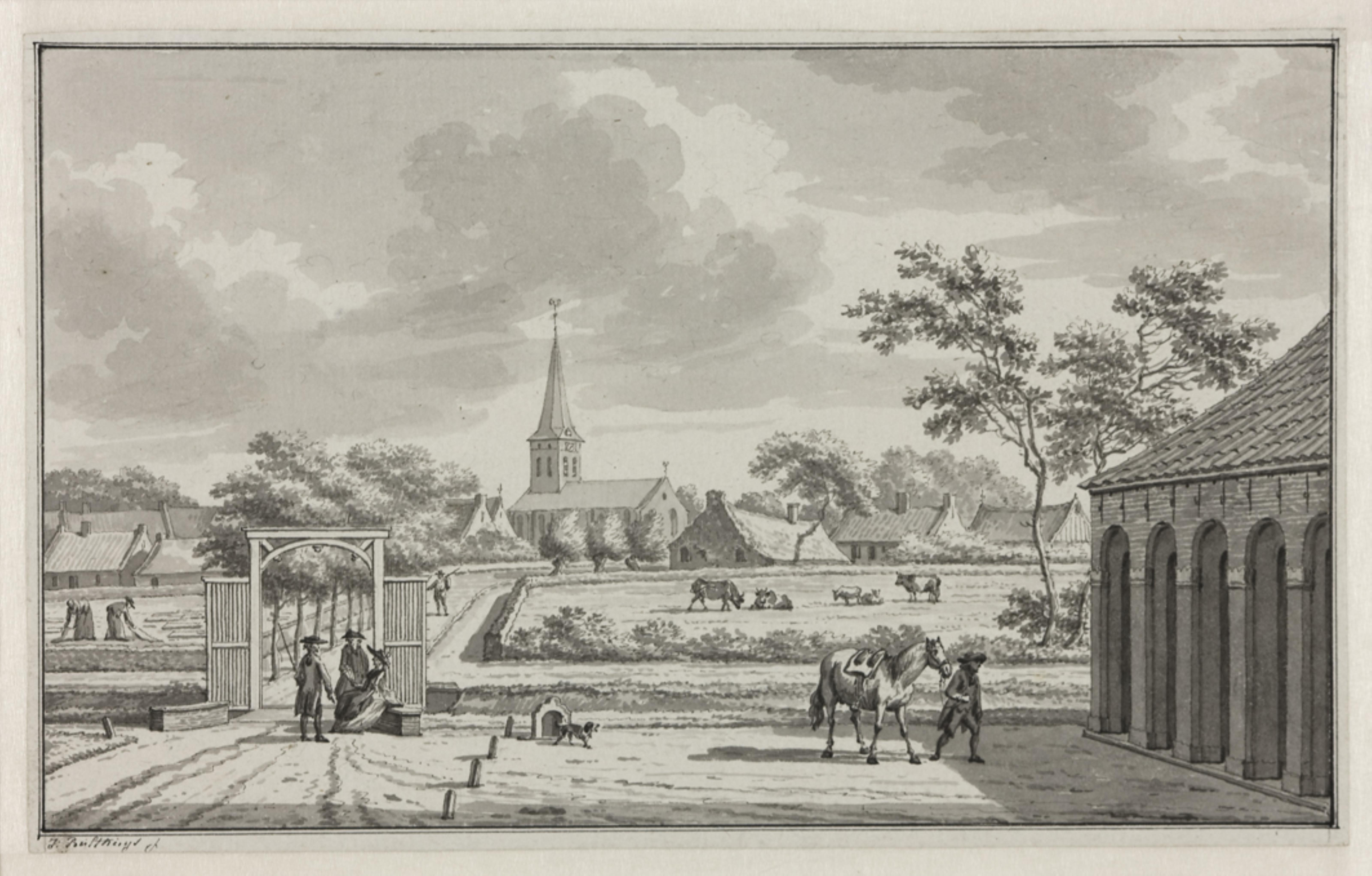
Ulrum gezien vanaf het borgterrein van Asinga (Jan Bulthuis, 1772)
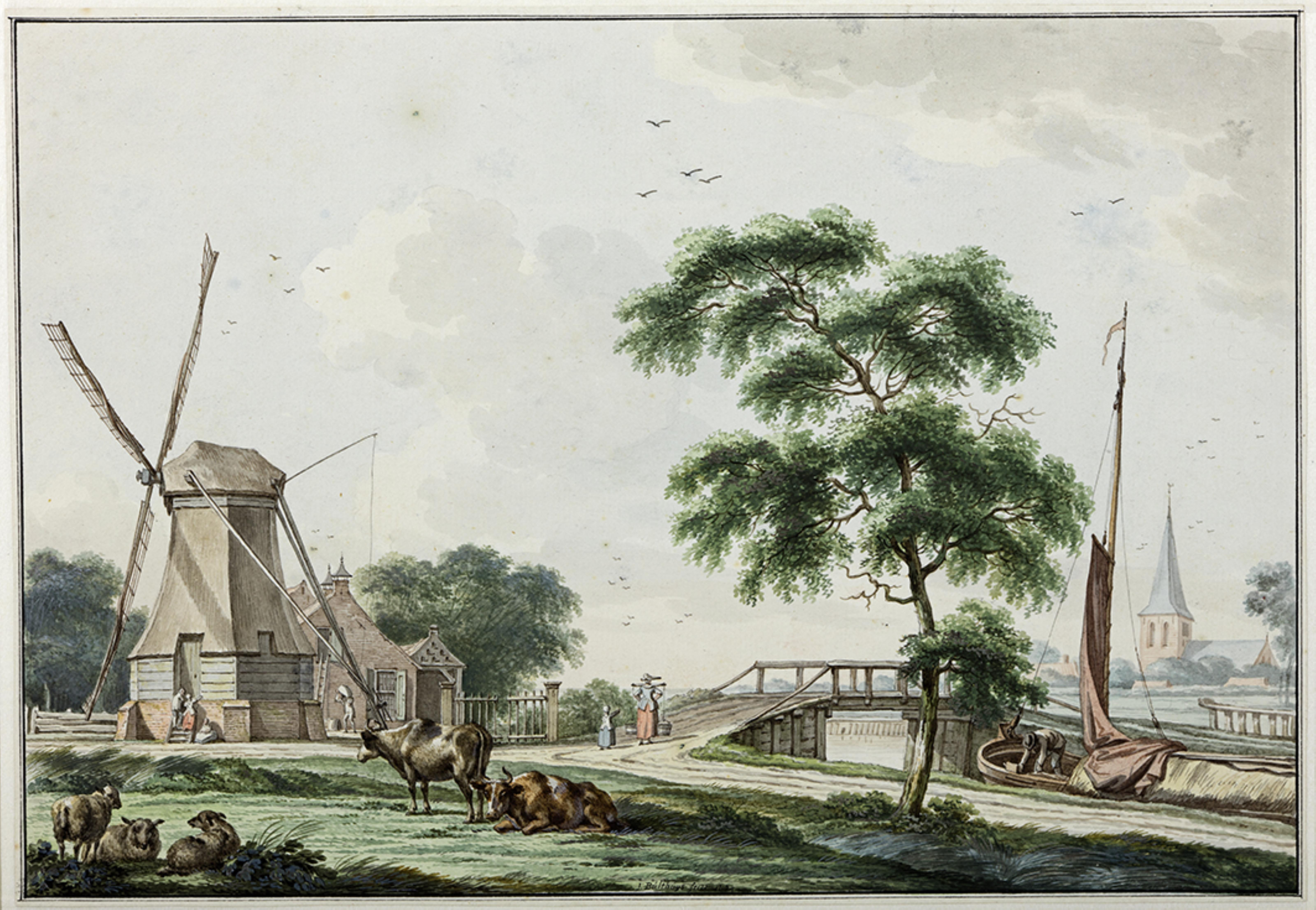
De Ulrumertil aan de Trekvaart (later werd hier het Hunsingokanaal gegraven) met de pelmolen (afgebroken in 1786) en op de achtergrond de kerktoren van Ulrum (Bulthuis, 1784)

## Afscheiding van 1834
Het dorp Ulrum is bekend vanwege de Afscheiding in 1834. Dominee Hendrik de Cock kon zich niet verenigen met de vrijzinnige opvattingen en manier van preken in de Nederlandse Hervormde Kerk. Dit gaf problemen met de classis, de particuliere synode en met vele notabelen in zijn omgeving. Veel eenvoudige, ongeletterde mensen uit het dorp en de omgeving, zelfs van heinde en ver, kwamen vol interesse naar zijn preken luisteren. Na vele waarschuwingen, boetes, inkwartiering van dragonders (soldaten), schorsing en afzetting besloot hij samen met de kerkenraad om tot Afscheiding over te gaan.

## Bevolkingsontwikkeling
Ulrum heeft te maken met een sterke daling van het bevolkingsaantal. Deze daling werd kort gestopt door de vestiging van een Asielzoekerscentrum maar zet de laatste jaren weer door. Na de sluiting van het verzorgingstehuis Asingahof in 2013 is het aantal inwoners verder gedaald.
- 1995 - 1.663 inwoners
- 2000 - 1.625 inwoners
- 2005 - 1.945 inwoners
- 2010 - 1.535 inwoners
- 2014 - 1.300 inwoners
- 2015 - 1.370 inwoners
- 2016 - 1.365 inwoners
- 2018 - 1.360 inwoners
- 2021 - 1.495 inwoners
- 2023 - 1.330 inwoners

(Bron: CBS)

## Voormalige gemeente

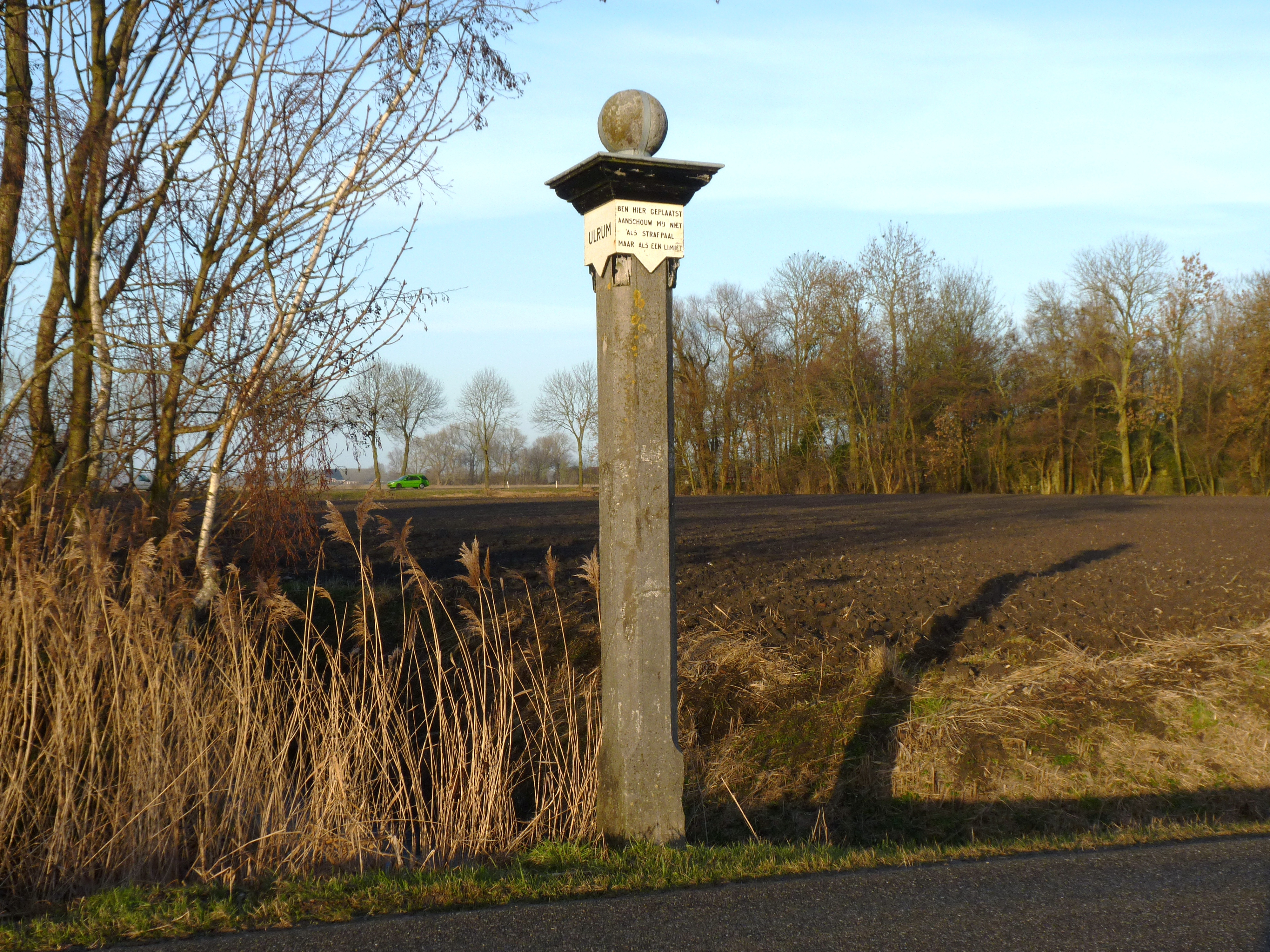
Een grenspaal markeert de vroegere grens tussen de gemeenten Ulrum en Leens (2011)

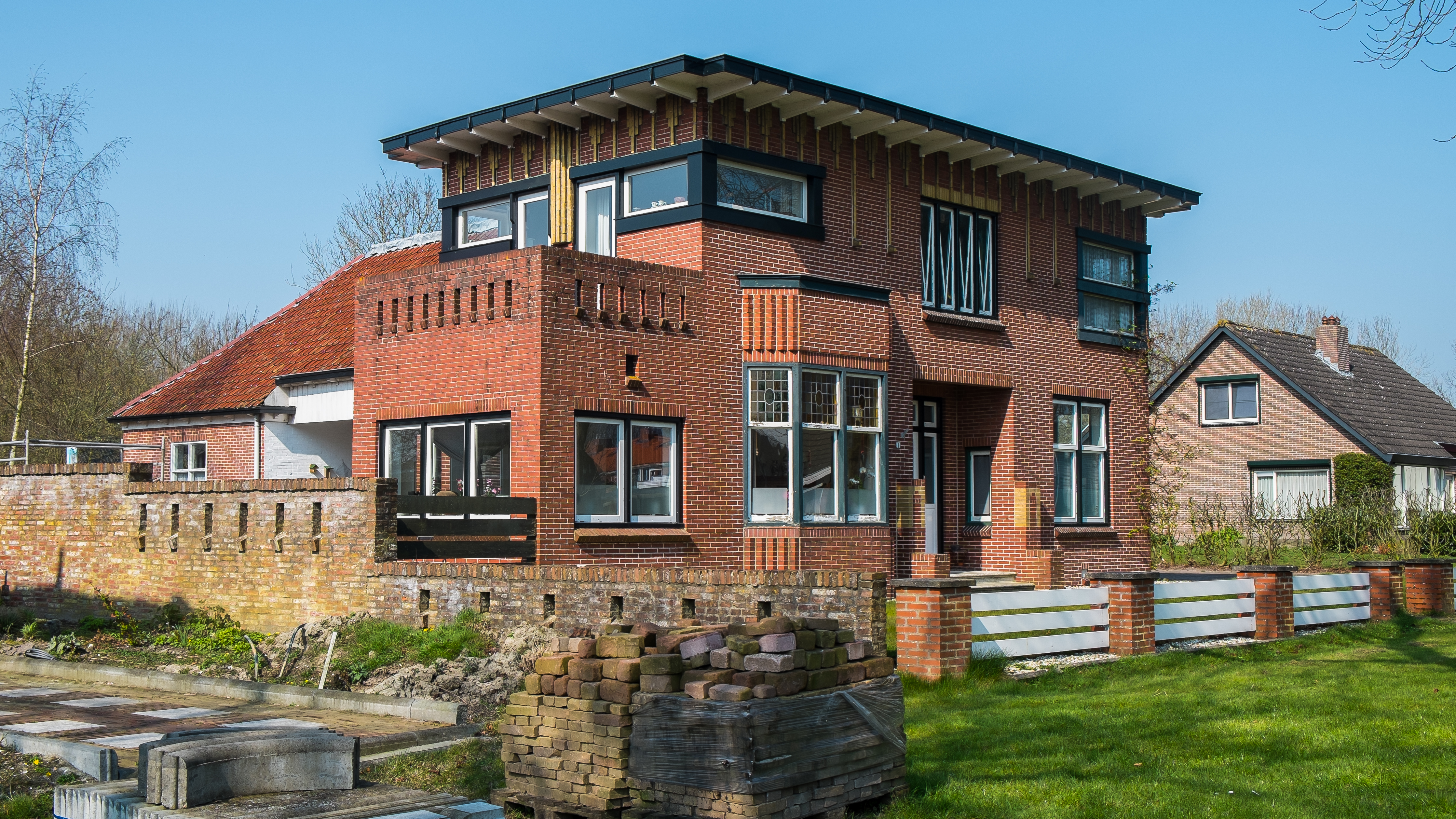
In 1920 gebouwd huis in Amsterdamse School-stijl, ontworpen door Lammert Reitsma, aan de Stationsweg 1 (2014)

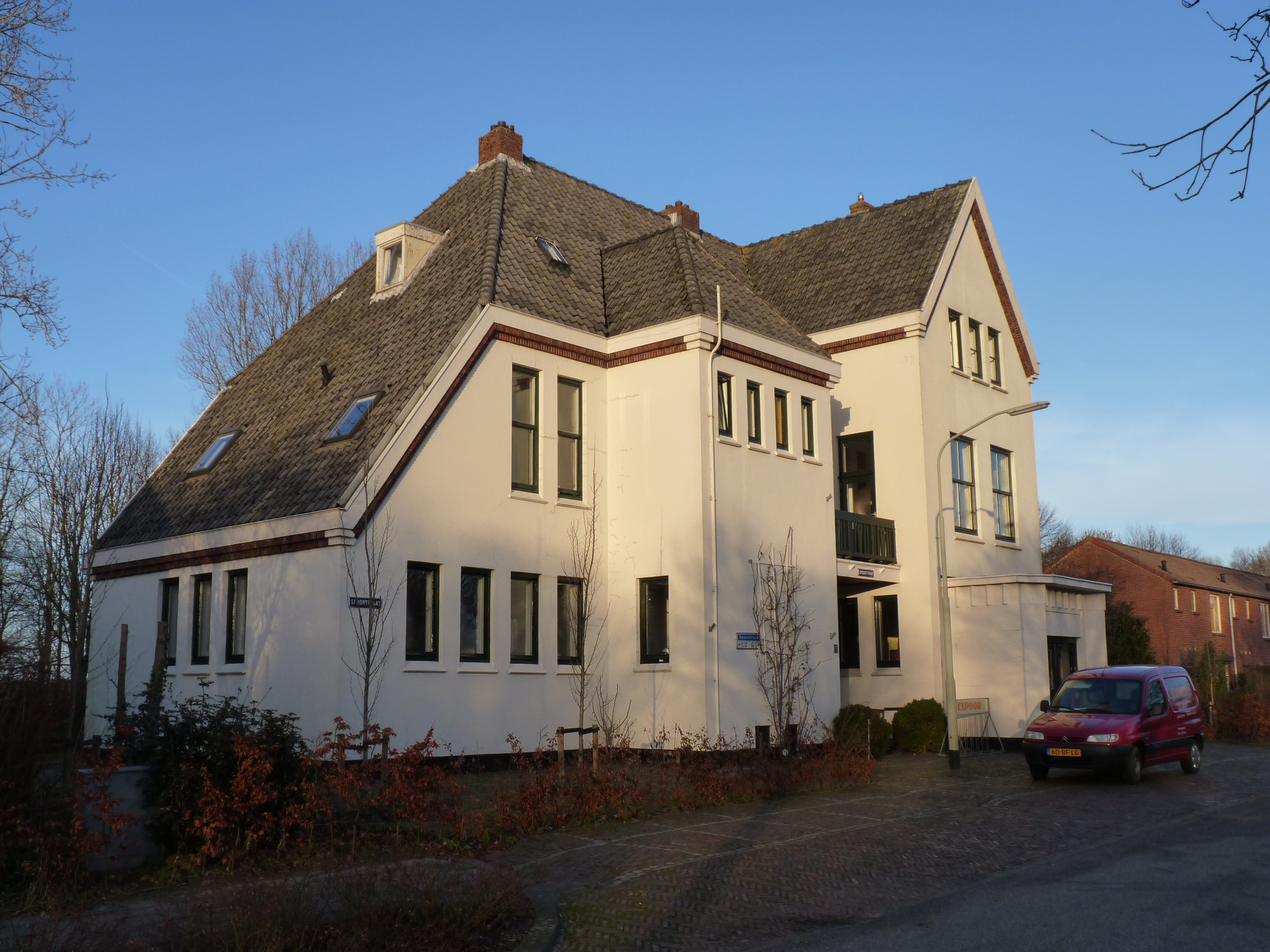
Het in 1929 gebouwde voormalige Station Ulrum aan de Spoorstraat 28 (2011)

Uluringhem kwam al voor in de elfde eeuw. Het was de woonplaats van de lieden van Ulurin of Ulrin.
De gemeente Ulrum bestond tot 1990 uit de dorpen, gehuchten en buurtschappen: Elens, De Houw, Houwerzijl, De Hucht, Klei, Lauwersoog, Menneweer, Midhalm, Midhuizen, Niekerk, Panser, Robbenoort, Vierhuizen, Vliedorp, Westpolder en Zoutkamp. In dat jaar werden Ulrum, Eenrum, Leens (hoofdplaats) en Kloosterburen samengevoegd tot een nieuwe gemeente, ook met de naam Ulrum. Deze werd in 1992 gewijzigd in De Marne, naar het gelijknamige onderkwartier van Hunsingo.

## Bekende personen

### Geboren in Ulrum
- Egbert Reitsma (1892-1976), architect
- Sicco Mansholt (1908-1995), boer, politicus en voorzitter van de Europese Commissie (1972-1973)
- Hendrik Jan Louwes (1921-1999), VVD-politicus
- Atze Kerkhof (1987), professioneel simrace-coureur

### Overleden
- Hendrik Ferdinand van In- en Kniphuisen (1666-1716), Heer van Ulrum en bewoner van de Asingaborg
- Marten Douwes Teenstra (1795-1864), reiziger en schrijver
- Wolther Wolthers (1814-1870), burgemeester van diverse Groninger gemeenten